# 한성조약
한성조약(漢城條約, 일본어: 日朝 漢城条約)은 1885년 1월 9일(1884년 음력 11월 24일) 조선의 한성부에서 조선측 대표 의정부좌의정 김홍집 외 조선측 대표단과 일본 제국 외무부대신 이노우에 가오루(井上馨) 외 일본측 대표단이 조선과 일본의 갑신정변의 사후 처리 및 보상에 대해 체결한 조약이다.
1884년(고종 21년) 12월 말부터 조선은 일본의 갑신정변 개입을 추궁하고 김옥균 등을 내놓을 것을 요구했다가, 역으로 일본이 조선 정부에게 일본 정부에 대한 사과를 표명하고, 희생자와 각종 피해에 대한 보상금 10만 원을 지불하고, 한성에 일본 공사관을 새로 건축하는 비용을 부담할 것을 요구하였다. 1884년 12월 말부터 여러 차례의 교섭과 회담 끝에 1885년 1월 9일에 타결되었다,

## 배경

### 경위
1884년(고종 21) 12월 4일 박영효, 김옥균, 홍영식, 서광범, 서재필 등 급진 개화파가 궁궐을 장악하고 황후 살해를 목적으로 갑신정변을 일으켰다가 靑나라 군대가 출동하여 일본 제국의 육군을 섬멸하였다. 갑신정변이 실패하고 개화파가 일본 제국으로 망명하자, 배일감정으로 흥분한 민중이 한성부에 있는 일본 공사관을 불태우고 공사관의 서기관들과 일본 거류민을 죽였다.
갑신정변을 청나라군의 도움으로 진압한 민씨정권은 1884년 11월말 예조참판 서상우(徐相雨)를 특차전권대신으로 임명, 일본에 보내 일본 측이 정변에 관여 내지는 지원한 사실을 문책하는 한편 일본으로 망명한 김옥균(金玉均)의 송환을 요구했다. 조선측의 문책이 계속되자, 일본에서는 오히려 갑신정변 직후, 일본공사관이 불타고 공사관 서기관 등이 살해당한 것을 이유로 조선에 역문책을 가해 왔다. 일본 정부는 일본 영사관의 피해와 책임을 조선에게 요구하였다.

### 교섭 과정
서상우는 2개월간 머물면서 일본에 망명중인 김옥균, 박영효 등의 체포 송환을 교섭했다. 그러나 일본 정부는 정치 망명객을 송환하는 법은 없다며 맞섰다.
조선 정부의 추궁에 대해 일본은 공사관이 불타고 직원과 거류민이 희생된 사실에 대한 책임을 조선정부에 묻는 한편, 임오군란으로 살해된 일본인 거류민 40여 명에 대한 사과와 배상까지 요구하였다. 이어 조선정부의 사죄와 공사관 소각에 대한 배상금 지불, 희생자에 대한 구휼금 지급을 요구하였다.

## 조약 체결 과정
12월 말 일본은 갑신정변 직후 일본으로 피신했던 주한 일본공사 다케조에 신이치로를 다시 조선으로 파견하여 회담을 하였다. 조선 측 회담 대표인 전권대사 외무독판 조병호(趙秉鎬)와 접촉했으나 조선 정부에서는 일본측의 요구를 모두 거절했다.
1884년 12월 말에서 이듬해 1월 초(1884년 음력 11월)에 이노우에 가오루(井上馨) 전권대신에게 2개 대대의 병력을 주어 조선에 파견하여, 1885년 1월 2일(1884년 음력 11월 17일) 인천에 상륙하고 한성부로 진주했다. 이노우에는 일본 육군을 이끌고 직접 낙선재로 가서 고종을 예방하고 일본이 입은 피해에 대한 손해배상을 요구하니 고종은 의정부좌의정 김홍집을 전권대신으로 하여 협상에 응하게 하였다.
1885년 1월 2일(1884년 음력 11월 17일) 일본 전권대사 이노우에는 당시 의정부좌의정이자 전권대사인 김홍집과 협상을 시도하였다. 그러나 협상은 쉽게 이뤄지지 못하고 계속 결렬되다가 1월 7일(1884년 음력 11월 22일)부터 양국 대표는 의정부 안에서 협상을 개시했으나 사건의 책임 소재를 양국이 서로 상대국에게 전가하여 논란이 격화되다가 드디어는 일본 측의 무력적 위협에 굴복하여 1885년 1월 9일(1884년 음력 11월 24일) 조약을 체결케 되었다.

## 내용
한성조약의 주요한 조목은 아래와 같다.
1. 조선 측은 국서를 일본국으로 보내어 사죄의 뜻을 알린다.
2. 사거한 일본국의 인민의 유족과 피해입은 부상자에 대해 진휼하고, 일본국 상인들의 화물이 파손된 것에 관해 조선국이 10만 원을 배상금으로 지불한다.
3. 조선국은 일본군의 이소바야시(기림, 磯林) 대위를 살육한 난도(亂徒)를 체포하여 엄벌로 다스린다.
4. 일본 공사관이 심각하게 파괴된 바, 조선국은 응당 건물을 교부하여 일본국이 공관으로 이용케 할 것이며, 그것의 증축을 위해서 2만 원을 일본국에 지불한다.
5. 일본국 공관 호위병의 병영은 공관 부지에서 선택하도록 하고, 제물포 조약의 제5관에 의거하여 시행토록 한다.

## 영향
이 조약의 결과로 사죄를 위한 사절에 정사 서상우, 부사 묄렌도르프가 함께 일본으로 파견되었다.
조약이 체결되자 일본은 조선에 김옥균을 내어 줄 수는 없지만 조용히 처리한다면 묵인하겠다고 하였다. 일본 정부는 김옥균과 그 일행들 때문에 조선 정부와의 관계가 불편해지자 그들을 귀찮아하기 시작하였다. 이때 조선의 수구당 정부에서는 김옥균 등을 암살하기 위한 계획을 세우기 시작했다.
1885년 2월 고종은 사죄사절로 서상우 전권대사, 묄렌도르프 부 전권대사를 일본에 파견하였다. 1885년 2월 26일 일본에 도착한 묄렌도르프는 비밀리에 도쿄 주재 러시아 다비도프 공사와 스페에르 서가관을 만나 조·러 관계 강화 방안에 대해 협의하였다. 한편 서상우는 김옥균, 박영효 등의 송환을 요구했다.
민태원이 지은 《갑신정변과 김옥균》에 실린 바에 따르면 한성조약에 따라 일본에 다시 파견된 서상우와 묄렌도르프는 일본 당국자들에게 김옥균 일행을 조선으로 보내줄 것을 요구했다고 한다. 일본 정부에서는 여러 가지 이유를 들어 거절했지만 자객을 보내 처단하는 것은 묵인하겠다고 했다. 이때 자객으로 지목된 사람은 김옥균이 호조참의로 재직할 당시 그 밑에 주사로 있던 지운영(池運永)이었다.
그에 따라 1886년 지운영은 극비 지령을 받고 일본으로 들어갔다. 그는 도쿄와 요코하마 등지에서 김옥균과 박영효의 암살을 노렸지만 미수에 그치고 일본 경찰에 붙잡혔다. 이후 비밀 문서와 비수 등을 압수당한 지운영은 5월 21일 조선으로 돌아갔고, 곧바로 평안도 영변에 유배됐다.

## 같이 보기
- 갑신정변
- 묄렌도르프

## 참고 자료
- 윤효정, 《대한제국아 망해라》 (박광희 역, 다산초당, 2011)
- 박지훈, 《중국과 한국》 (서해문집, 2005)
- 송금영, 《러시아의 동북아 진출과 한반도 정책:1860-1905》(새미, 2011)
- 이 문서에는 다음커뮤니케이션(현 카카오)에서 GFDL 또는 CC-SA 라이선스로 배포한 글로벌 세계대백과사전의 "개화파의 개혁운동" 항목을 기초로 작성된 글이 포함되어 있습니다.